# Улановский, Вячеслав Львович
Вячесла́в Льво́вич Улановский (Слава Улановский, нем. Slawa Ulanowski; р. 18 ноября 1951) — советский, российский, немецкий музыкант (композитор, аранжировщик, саксофонист, педагог) еврейского происхождения.

## Биография
Вячеслав Улановский родился 18 ноября 1951 года в Москве.
В 1969—1973 году учился в Академическом музыкальном училище при Московской государственной консерватории имени П. И. Чайковского по классу духовых и ударных инструментов.

Вокально-инструментальный ансамбль «Надежда», зима 1976—1977. Слева направо: Вячеслав Улановский, Пётр Наумов, Юрий Назаренко, Людмила Барыкина, Леонид Белый, Евгений Гудков, Виктор Андриевский, Миша Плоткин, Александр Шабин, Людмила Шабина, Вячеслав Семёнов, Иосиф Литт, Евгений Печёнов

В 1974—1975 годах играл на тенор-саксофоне в вокально-инструментальном ансамбле (ВИА) «Лейся, песня», в 1975—1977 годах — в ВИА «Надежда». В «Надежду» перешёл после раскола в ВИА «Лейся, песня» вместе с администратором, основателем и руководителем «Надежды» Мишей Плоткиным, который спустя сорок лет так объяснял причины и последствия этого конфликта:
Музыканты в ансамбле «Лейся, песня» все были очень сильные, а Валерка Селезнёв просто великолепный музыкант. Если бы не пил. В этой ситуации очень жалко его. Жизнь Селезнёва мне напоминает судьбу Бориса Ельцина. Люди, пользуясь тем, что он выпивает, решали свои тёмные делишки. Именно это и заставило меня уйти. Никто не может сказать, что Плоткина выгнали, Плоткин всегда уходил сам. <…> Ребята перестали прислушиваться, начали всё делать по-своему и не всегда правильно. Началась звёздная болезнь. И в какой-то момент я заявил, что ухожу. Я никого не звал за собой, никого не уводил. Но, узнав, что я ухожу, за мной ушёл Игорь Иванов, за ним Слава Улановский, Скрипцов, Киселёв, короче говоря, все, кто не пили».
Во время работы в «Надежде» Улановский был в ней музыкальным руководителем
С 1978 по 1983 год учился по классу композиции у Тихона Хренникова в Московской государственной консерватории имени П. И. Чайковского.
В 1993 году эмигрировал в Германию.
Даёт частные уроки саксофона и кларнета.

## Творчество
Автор симфонических произведений, камерной и хоровой музыки, песен, музыки для театра и кино. Особое внимание уделяет музыкальному театру — мюзиклу, опере, балету.
Занимается аранжировками классической музыки. Сделал «остроумно-ироничную» обработку рондо Людвига ван Бетховена «Ярость из-за потерянного гроша» для ударных соло и оркестра. После представления этой аранжировки «Солистами ансамблей Европы» дортмундская пресса назвала её «гениально-сумасшедшей».

## Участие в творческих и общественных организациях
- Член Союза композиторов СССР (1985—1991)[1]
- Член региональной общественной организации «Московский союз композиторов» (входит в Союза композиторов России) (1991—?)[1][7]
- Член Союза композиторов Германии (с 1996)[1][8]

## Сочинения

### Музыкальный театр
- «Золотой цыплёнок» (мюзикл, 1987)
- «Рокеры» (мюзикл, 1990)
- «Умка» (опера для детей 6-10 лет, 1990)
- «Приключения Котона» (мюзикл, 1994)
- «Белоснежка и русский принц» (балет, 2001)

### Симфонические произведения
- «Поющие пески» (хореографическая легенда, 1983)
- Симфония для сопрано, баритона и симфонического оркестра (на стихи Арсения Тарковского, 1987)
- Концерт для трубы и симфонического оркестра (1989)
- Людвиг ван Бетховен/Вячеслав Улановский. «Ярость по поводу утерянного гроша» (для ударных и оркестра, 1994)

### Камерные произведения
- Соната для кларнета и фортепиано (1978)
- Вокальный цикл для сопрано, баритона, флейты, скрипки, виолончели и фортепиано (на стихи Арсения Тарковского, 1979)
- Концертное соло для трубы и фортепиано (1980)
- Концерт для ударных (1980)
- Квинтет для двух труб, валторны, тромбона и тубы (1981)
- Сюита для флейты, тубы и арфы (1981)
- Дуэт для медных духовых инструментов (1981)
- «Кто в доме живёт?» (вокальный цикл для детей на стихи Владимира Орлова, 1985)
- Струнный квартет до минор (1986)
- «Первая дорожка» (вокальный цикл для детей на стихи Владимира Орлова, 1987)
- «Воспоминания» (для виолончели соло, посвящено жертвам Холокоста, 1998)
- «Размышления…» (для скрипки и виолончели, 2002)
- «Она и он» (танго для скрипки, виолончели и фортепиано, 2011)
- «У стены плача» (для гобоя или скрипки и фортепиано, 2011)

## Комментарии
1. ↑  Музыкальный руководитель, соруководитель вместе с администратором Мишей Плоткиным ВИА «Лейся, песня».